# Veit Amerbach
Veit Amerbach, noto anche come Amerpach, Trolman, Vitus Amerpachius (Wemding, 1503 circa – Ingolstadt, 13 settembre 1557), è stato un teologo tedesco.
Il suo nome fu una sua scelta erudita, Vitus, latinizzazione  di Veit e Amerpachius da Amerbach, una frazione del comune di Wemding, luogo di origine del padre.

## Biografia
Veit Trollmann era figlio del contadino Hans Trollmann († 1520 circa). Fino al suo 14º anno di età frequentò la scuola latina nella città natale di Wemding, poi l'Università di Ingolstadt. Nel 1521 s'iscrisse all'Università di Friburgo in Brisgovia e successivamente passò a quella di Wittenberg, ove si accompagnò al riformatore Martin Lutero e all'umanista Filippo Melantone, che segnarono profondamente la sua vita.
Grazie a Lutero divenne, nel 1528, insegnante di latino a Eisleben, ove conobbe Johannes Agricola. Nel 1528 lasciò Wittenberg a causa di un'epidemia di peste e si trasferì a Jena. Qui proseguì i suoi studi filosofici, che si conclusero il 12 dicembre 1529 con la laurea di Maestro. Nello stesso anno sposò Elisabetta, dalla quale avrà undici figli.
Nel 1530 Amerbach entrò a far parte del Senato accademico della facoltà artistica dell'Università di Wittenberg.
Lutero e Gregor Brück lo inviarono nel 1541 al Concistoro sassone come partecipante del landesherrliches Kirchenregiment. Ma studiando i Padri della Chiesa egli giunse a risultati diversi, così che nacquero le diversità di pensiero sul patrimonio teologico della riforma protestante, specialmente riguardo alla dottrina della Giustificazione e a quella del primato del Papa. Di qui comparve nel 1542 la sua contestazione a Filippo Melantone, Commentarius de anima.
Nel 1543 Amerbach lasciò Wittenberg e con moglie e figli rientrò nella Chiesa cattolica. In conseguenza ottenne attraverso il principe-vescovo Moritz von Hutten (1539–52) un impiego presso la Scuola del duomo ad Eichstätt, la quale, a causa della vicinanza con l'Università di Ingolstadt, aveva perso molta importanza ed il principe-vescovo, utilizzando bravi insegnanti come Vitus Amerpachius, voleva rivalutarla e riformarla. Tuttavia, non appena ad Amerbach, nei successivi anni, venne offerta una posizione di Professore ad Ingolstadt, egli lasciò Eichstätt. Ad Ingoldtadt egli insegnò filosofia aristotelica e retorica. Presto fu chiamato anche a commentare Orazio e Cicerone e si cimentò anche come poeta in lingua latina. Durante i molti anni di insegnamento ad Ingolstadt si adoperò inoltre per l'equiparazione dell'insegnamento della filosofia a quelli delle altre facoltà.
Alla morte la sua salma fu inumata nella chiesa di Nostra Signora ad Ingolstadt.

## Opere
- Commentarius de anima
- Commentaria su Cicerone e Orazio;
- Antiparadoxa
- Tres Epistolae